# Штаби Навального
«Штаби Навального» — російська мережа регіональних організацій, заснована опозиційним лідером Олексієм Навальним у рамках президентської кампанії у 2017 році. Проіснувала до квітня 2021, коли було оголошено про ліквідацію штабів у зв'язку з вимогою прокуратури Москви про визнання «громадського руху „Штаби Навального“» екстремістською організацією.
На піку президентської кампанії Навального в регіонах Росії діяв 81 штаб, включаючи 11 «народних» — відкритих з ініціативи місцевих жителів власними силами. Після президентських виборів 2018 року продовжили роботу штаби у 45 основних регіонах, їх профіль змінився на регіональну політику.
4 жовтня 2022 року начальник мережі штабів Леонід Волков заявив про відновлення штабів у форматі децентралізованого антивоєнного руху в анонімному режимі. 23 грудня це було оголошено на YouTube-каналі «Навальний LIVE».

## Історія

### Президентська кампанія
У грудні 2016 року Олексій Навальний оголосив про початок президентської кампанії «Навальний 2018». В рамках неї було анонсовано створення країною регіональних передвиборчих штабів, в яких планувалося збирати підписи за висування опозиціонера в президенти та організовувати агітацію за кандидата в регіонах із залученням волонтерів. Перший штаб було відкрито в Санкт-Петербурзі 4 лютого 2017 року. Його відкриття пройшло за участю самого Навального: він провів пресконференцію та зустрівся з волонтерами, що стало надалі постійною практикою.
Відкриття регіональних штабів часто супроводжувалося проблемами: на орендодавців приміщень чинився тиск, штаби зазнавали вандалізму, сам Навальний кілька разів пропускав відкриття у зв'язку з адміністративними арештами і став жертвою нападів. Вже після відкриття багато штабів зазнавали атак провладних активістів і вандалів, візитів силовиків (іноді з вилученням агітаційних матеріалів і техніки) або арештів співробітників.

### Після президентської кампанії
Після завершення передвиборчої кампанії та «страйку виборців» було закрито штаби у найменш значущих регіонах, при цьому деякі з них якийсь час продовжували роботу як «народні штаби». Штаби в 45 ключових регіонах продовжили роботу, переформатувавши в регіональні політичні організації.
У серпні 2019 року Слідчий комітет порушив справу про відмивання Фондом боротьби з корупцією 1 мільярда рублів. У рамках цієї справи в офісі ФБК, штабах Навального по всій Росії, у їхніх співробітників та волонтерів пройшло кілька хвиль обшуків, були заблоковані рахунки юридичних та фізичних осіб. Керівник мережі штабів Леонід Волков заявляв, що справу порушено з метою розгрому політичної організації Навального, а також наголошував, що Фонд боротьби з корупцією, проти якого було заведено справу, не має юридичного відношення до штабів Навального. Попри тиск, пов'язаний із кримінальною справою, штаби Навального не припинили роботу.

### Заборона у Росії
16 квітня 2021 року прокуратура Москви подала позов про визнання штабів Навального та ФБК екстремістськими організаціями. 26 квітня прокуратура ухвалила рішення про зупинення діяльності «громадського руху „Штаби Навального“» (юридично ніколи не існував). 29 квітня начальник мережі штабів Леонід Волков оголосив про те, що штаби офіційно розпущені, щоб уникнути переслідування співробітників та активістів за статтями про екстремізм. Разом з тим, було анонсовано, що деякі штаби будуть реорганізовані в самостійні регіональні політичні організації, не пов'язані з ФБК та Олексієм Навальним.
9 червня 2021 року Мосміськсуд у закритому засіданні визнав «громадський рух „Штаби Навального“» та ФБК екстремістськими організаціями та заборонив їхню діяльність на території Росії. Штаби на цей момент були розпущені вже понад місяць. 4 серпня Перший апеляційний суд ухвалив рішення про визнання організацій екстремістськими, наділивши раніше ухвалене Мосміськсудом рішення законною силою.
У ході процесу визнання штабів Навального екстремістською організацією у зв'язку з загрозою переслідування країну залишили багато їх екскоординаторів, частина залишилися в Росії перебували під слідством. 15 колишніх координаторів продовжили займатися політикою, оголосивши про висування до Держдуми або місцевих органів влади. У зв'язку з прийнятим 4 червня 2021 року «законом проти ФБК» жоден з них не був допущений до участі у виборах як кандидат (або був змушений припинити кампанію).
9 листопада 2021 року в Уфі затримали та згодом відправили до СІЗО Лілію Чанишеву — колишню координаторку міського штабу Навального. Її звинуватили в керівництві екстремістською групою, попри її звільнення з посади координатора до визнання організації екстремістської (де-факто застосувавши зворотну силу закону). 28 грудня пройшли обшуки в екскоординаторів штабів Ксенії Фадєєвої (Томськ) та Захара Сарапулова (Іркутськ). Їм звинуватили та заборонили певні дії як запобіжний захід.

### Відновлення роботи
4 жовтня 2022 року Іван Жданов і Леонід Волков оголосили про відновлення організації у зв'язку з посиленням у Росії протестних настроїв через мобілізацію, що почалася. Згідно з їхніми заявами, нова організація буде децентралізованою та анонімною, більше схожою на «підпільну партизанську мережу». На офіційному сайті Навального було розміщено анкету для реєстрації в штабах нового формату.

## Діяльність
Спочатку штаби Навального розгорталися Росією в рамках президентської кампанії політика для вирішення трьох основних завдань: підготовки до збору підписів, підготовки спостерігачів та агітації. У них також проводилися зустрічі прихильників та волонтерів, навчання, семінари та інші заходи. Влітку 2017 року розпочався активний етап вуличної агітації у всіх містах присутності штабів: волонтери кампанії брали участь у «кубах» — пікетах з використанням агітаційної конструкції у формі куба, на яких збиралися підписи громадян за висування Навального як кандидат у президенти у грудні 2017 року. Надалі ці підписи належало верифікувати та в стислий термін внести в офіційні підписні листи. Штаби також висвітлювали власну діяльність у соцмережах та на YouTube.
У 2017 році регіональні штаби організовували акції протесту, оголошені Навальним, у своїх містах: 26 березня (мітинги «#ДимонВідповість»), 12 червня (мітинги «Вимагаємо відповідей») та 7 жовтня (пікети «#ЗаНавального»). Заходи намагалися узгоджувати з владою, але в деяких містах люди виходили на вулиці й без дозволу місцевих адміністрацій. Штаби забезпечували юридичну та іншу допомогу затриманим учасникам акцій.
24 грудня 2017 року штаби організували у 20 містах ініціативні групи з висування Олексія Навального у кандидати на президентських виборах. 25 грудня ЦВК Росії відмовилася реєструвати політика кандидатом, у зв'язку з чим командою Навального було оголошено «Страйк виборців», на участь у якому було перебудовано регіональні штаби. Також штабами було організовано спостереження на президентських виборах у ключових регіонах, включаючи Чечню, відому за масштабними фальсифікаціями на виборах, переслідування нелояльно налаштованих громадян та порушення прав людини.
Після президентських виборів 2018 року мережу штабів було скорочено до 45 найуспішніших і перебудовано під роботу над політичними проєктами переважно за місцевим порядком. Деякі штаби продовжили роботу в режимі «народних» без фінансування з боку федерального штабу. Усі активні штаби брали участь в організації акцій протесту аж до закриття мережі у квітні 2021 року, серед них:
- Протести проти підвищення пенсійного віку (2018)
- Протести у Москві (2019)
- Протести на підтримку Олексія Навального (2021)